# Grąd

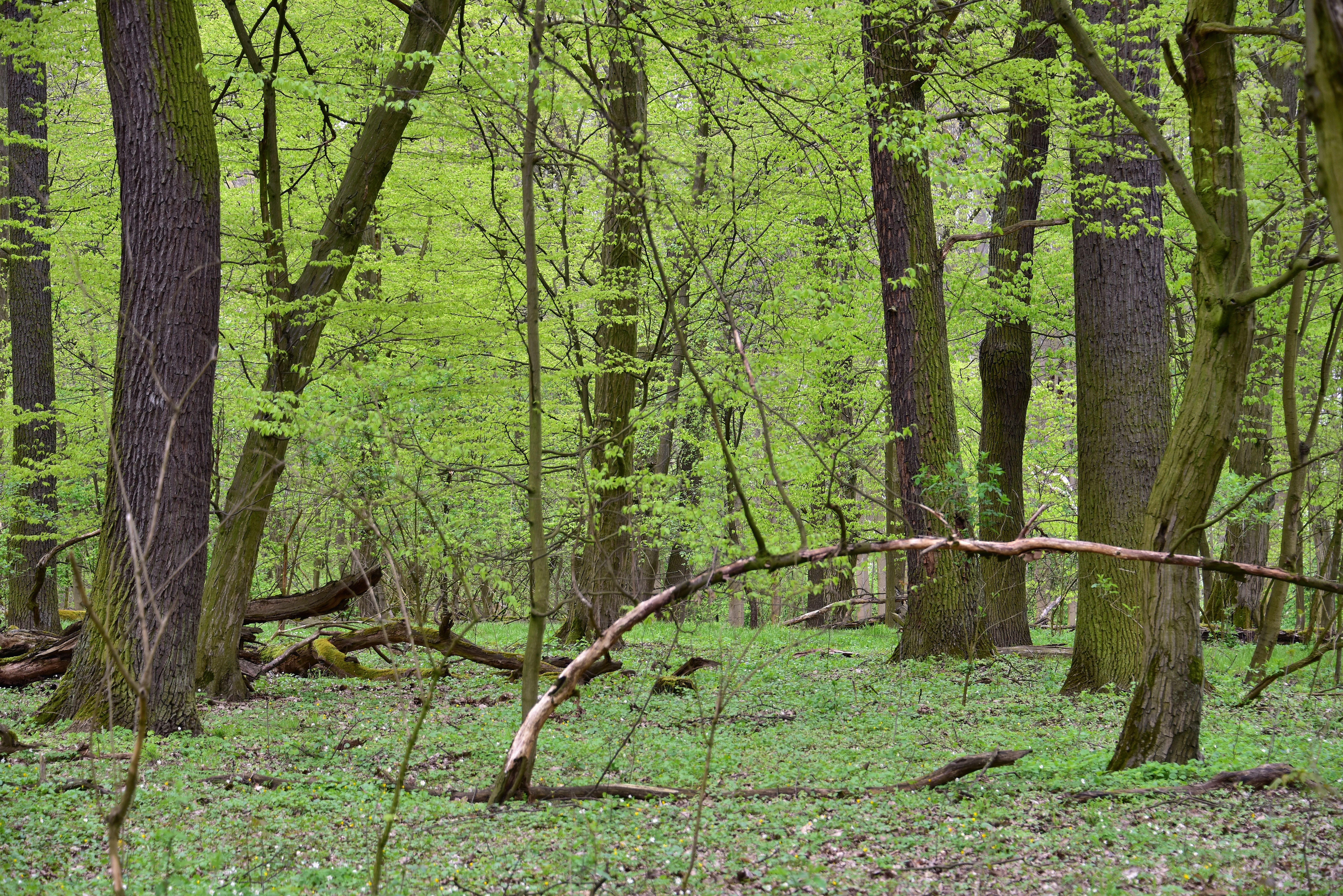
Grąd niski w rezerwacie przyrody Las Bielański w Warszawie

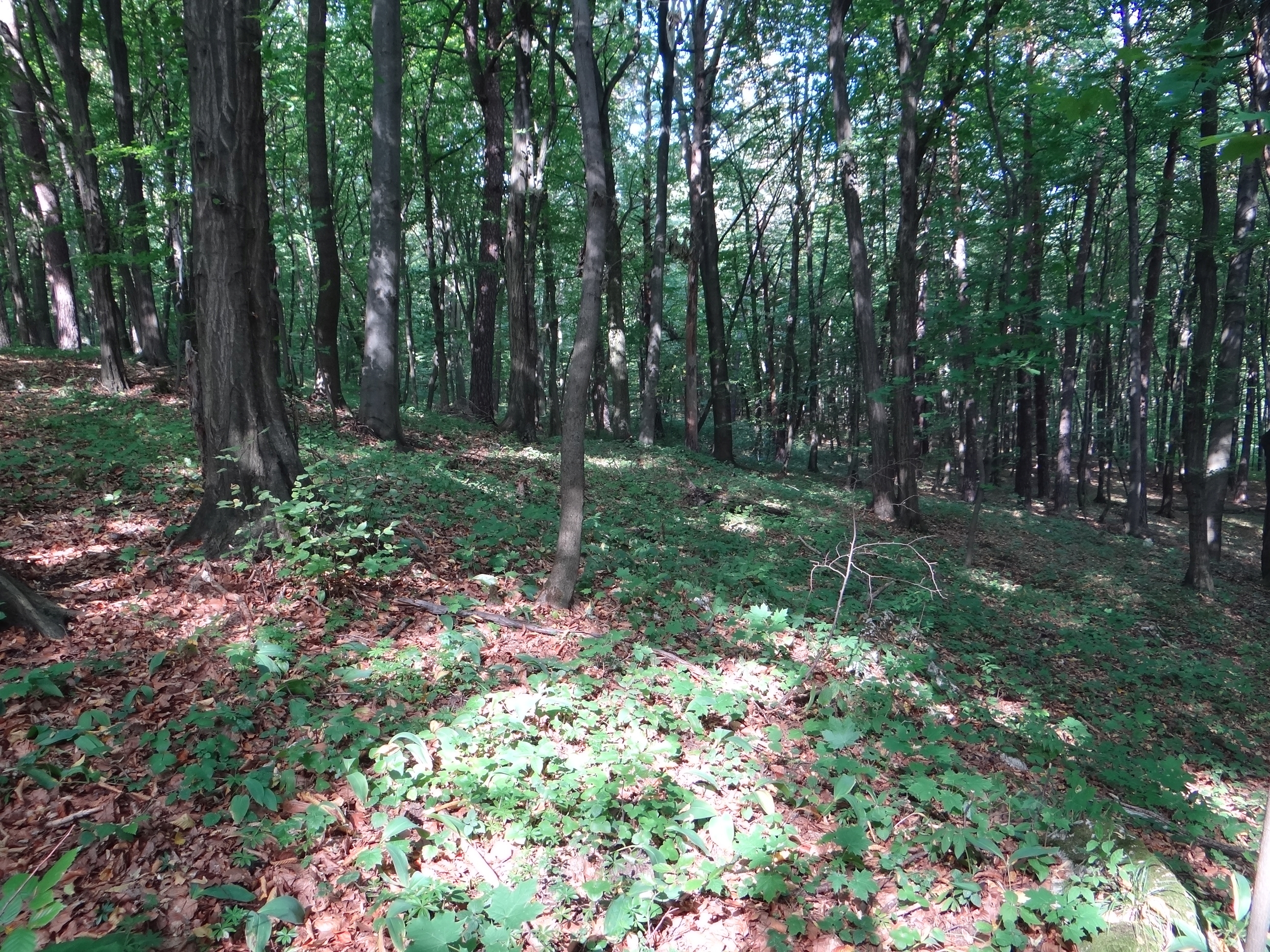
Grąd we wrześniu w rezerwacie przyrody Zielona Góra

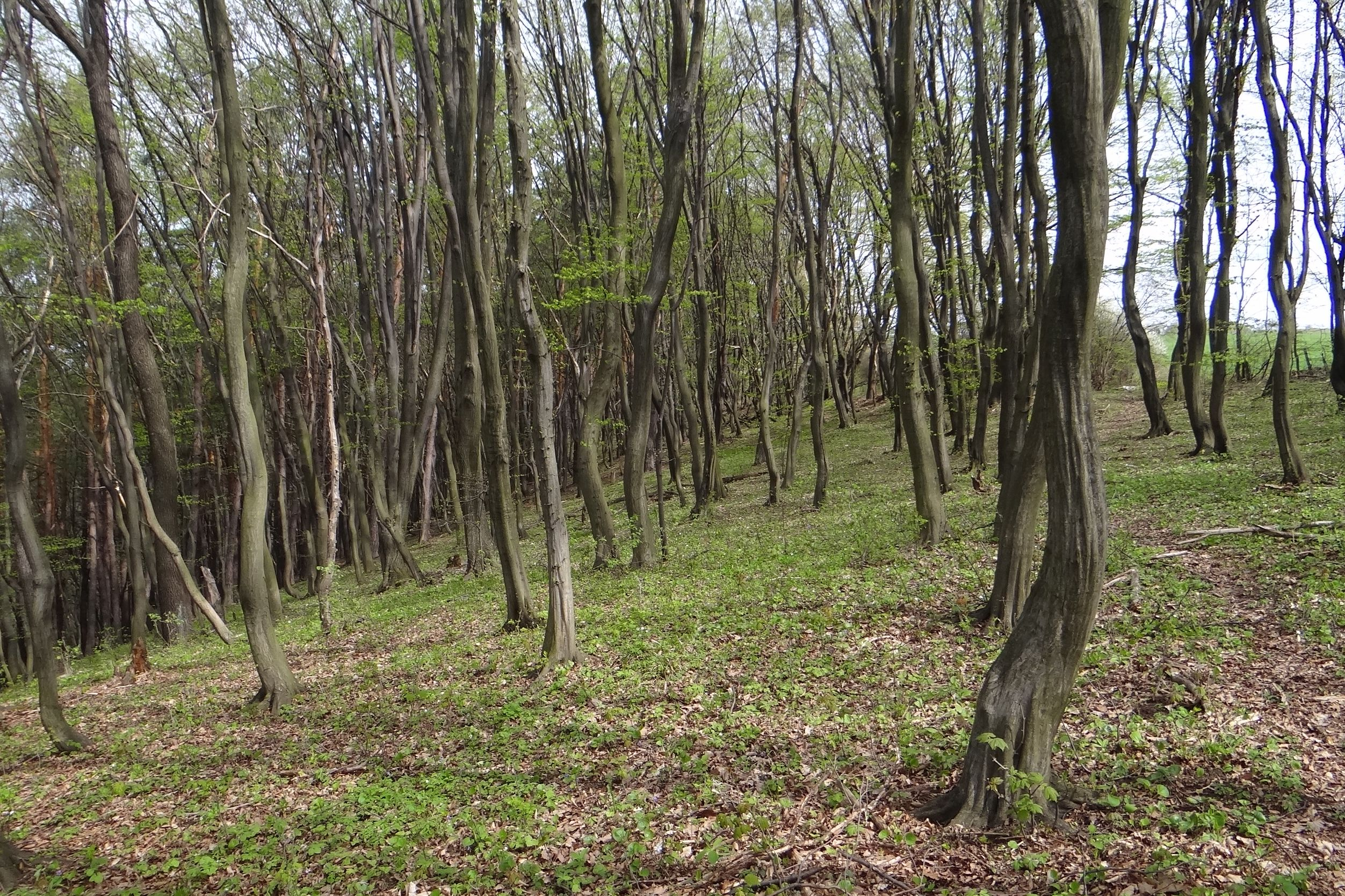
Grąd wiosną na Wyżynie Krakowsko-Częstochowskiej

Grąd – wielogatunkowy i wielowarstwowy las liściasty zazwyczaj z przewagą grabów i dębów oraz z udziałem różnych innych gatunków. W fitosocjologii zespoły leśne reprezentujące grądy wyodrębniane są w związek zespołów Carpinion betuli. Na mapach potencjalnej roślinności naturalnej Polski lasy grądowe dominują − stanowią 41,6% powierzchni kraju. Ze względu na to, że wykształcają się na siedliskach żyznych, zostały w ogromnej większości zniszczone i zajęte przez grunty rolne lub zdegradowane z powodu uprawy drzew iglastych. Grądy stanowią siedlisko przyrodnicze chronione w sieci Natura 2000.

## Występowanie
Lasy grądowe występują na rozległych obszarach Europy – od północnej Hiszpanii na zachodzie po Ural na wschodzie oraz od południowej Finlandii na północy po półwyspy Apeniński i Bałkański na południu. W Polsce grądy są dość rozpowszechnione na terenie całego kraju z wyjątkiem jego północno-zachodniej części i wyższych położeń górskich. Wykształcają się na glebach średnio żyznych i żyznych, niezalewanych, zwłaszcza brunatnych. Dostarczają więcej ściółki niż lasy iglaste. Powstała pod nimi gleba ma dość grube, stale przyrastające poziomy próchnicze. Grądy były najbardziej niszczone przez człowieka właśnie ze względu na zajmowane i tworzone gleby, a więc przydatne dla rolnictwa. Tam, gdzie kiedyś rosły grądy, teraz z reguły są pola uprawne. Resztki grądów zachowały się jedynie w miejscach trudnych do zajęcia ich pod uprawy rolne.

## Gatunki charakterystyczne
Charakterystyczna kombinacja gatunków
ChCl. Querco-Fagetea: klon polny Acer campestre, klon zwyczajny Acer platanoides, podagrycznik pospolity Aegopodium podagraria, zawilec gajowy Anemone nemorosa, kłosownica leśna Brachypodium sylvaticum, dzwonek pokrzywolistny Campanula trachelium, turzyca palczasta Carex digitata, leszczyna pospolita Corylus avellana, kruszczyk szerokolistny Epipactis helleborine, trzmielina pospolita Euonymus europaea, trzmielina brodawkowata Euonymus verrucosus, jesion wyniosły Fraxinus excelsior, przylaszczka pospolita Hepatica nobilis, łuskiewnik różowy Lathraea squamaria, wiciokrzew pospolity Lonicera xylosteum, perłówka zwisła Melica nutans, wiechlina gajowa Poa nemoralis, jaskier różnolistny Ranunculus auricomus, porzeczka alpejska Ribes alpinum, szałwia lepka Salvia glutinosa, cebulica dwulistna Scilla bifolia.
ChO. Fagetalia sylvaticae: piżmaczek wiosenny Adoxa moschatelina, czosnek niedźwiedzi Allium ursinum, zawilec żółty Anemone ranunculoides, sałatnica leśna Aposeris foetida, kopytnik pospolity Asarum europaeum, jarzmianka większa Astrantia major, żurawiec falisty (mech) Atrichum undulatum, turzyca leśna Carex sylvatica, kokorycz pusta Corydalis cava, kokorycz wątła Corydalis intermedia, kokorycz drobna Corydalis pumila, wawrzynek wilczełyko Daphne mezereum, nerecznica samcza Dryopteris filix-mas, wilczomlecz migdałolistny Euphorbia amygdaloides, wilczomlecz słodki Euphorbia dulcis, dzióbkowiec bruzdowany (mech) Eurhynchium striatum, ziarnopłon wiosenny Ficaria verna, złoć mała Gagea minima, gajowiec żółty Galeobdolon luteum, przytulia wonna Galium odoratum, niecierpek pospolity Impatiens noli-tangere, zdrojówka rutewkowata Isopyrum thalictroides, groszek wiosenny Lathyrus vernus, lilia złotogłów Lilium martagon, tojeść gajowa Lysimachia nemorum, szczyr trwały Mercurialis perennis, prosownica rozpierzchła Milium effusum, gnieźnik leśny Neottia nidus-avis, czworolist pospolity Paris quadrifolia, zerwa kłosowa Phyteuma spicatum, kokoryczka wielokwiatowa Polygonatum multiflorum, pierwiosnek wyniosły Primula elatior, miodunka ćma Pulmonaria obscura, miodunka plamista Pulmonaria officinalis, jaskier kaszubski Ranunculus cassubicus, jaskier kosmaty Ranunculus lanuginosus, żankiel zwyczajny Sanicula europaea, trędownik bulwiasty Scrophularia nodosa, czyściec leśny Stachys sylvatica, przetacznik górski Veronica montana, fiołek leśny Viola reichenbachiana.
ChAll. Carpinion betuli: turzyca orzęsiona (Carex pilosa), turzyca cienista (Carex umbrosa), grab pospolity (Carpinus betulus), czereśnia (Prunus avium), kupkówka Aschersona (Dactylis aschersoniana), przytulia Schultesa (Galium schultesii), przytulia leśna (Galium sylvaticum), gwiazdnica wielkokwiatowa (Stellaria holostea), lipa drobnolistna (Tilia cordata)

## Podział grądów
Według podziału syntaksonomicznego grądowe zespoły roślinności tworzą związek Carpinion betuli Oberd. 1953. W Polsce występują 3 takie zespoły wikaryzujące ze sobą:
- Tilio-Carpinetum betuli – grąd subkontynentalny
- Galio-Carpinetum betuli – grąd środkowoeuropejski
- Stellario-Carpinetum betuli – grąd subatlantycki

W zależności od warunków wilgotności gleby i jej żyzności wykształcają się trzy główne warianty siedliskowe:
- grąd wysoki – stosunkowo suchy i umiarkowanie żyzny (mezotroficzny),
- grąd typowy – na świeżych glebach eutroficznych; przewaga grabu, nieznaczne domieszki drzew innych gatunków,
- grąd niski – na glebach wilgotnych i żyznych; charakteryzuje się dużym udziałem grabu, świerka i dębu.